# Église Saint-Pierre de Vilaclara
Pour les articles homonymes, voir église Saint-Pierre.
L'église Saint-Pierre de Vilaclara est une église romane, ancienne chapelle du château de Vilaclara, située au lieu-dit Vilaclara, à Palau-del-Vidre, dans le département français des Pyrénées-Orientales.

## Architecture

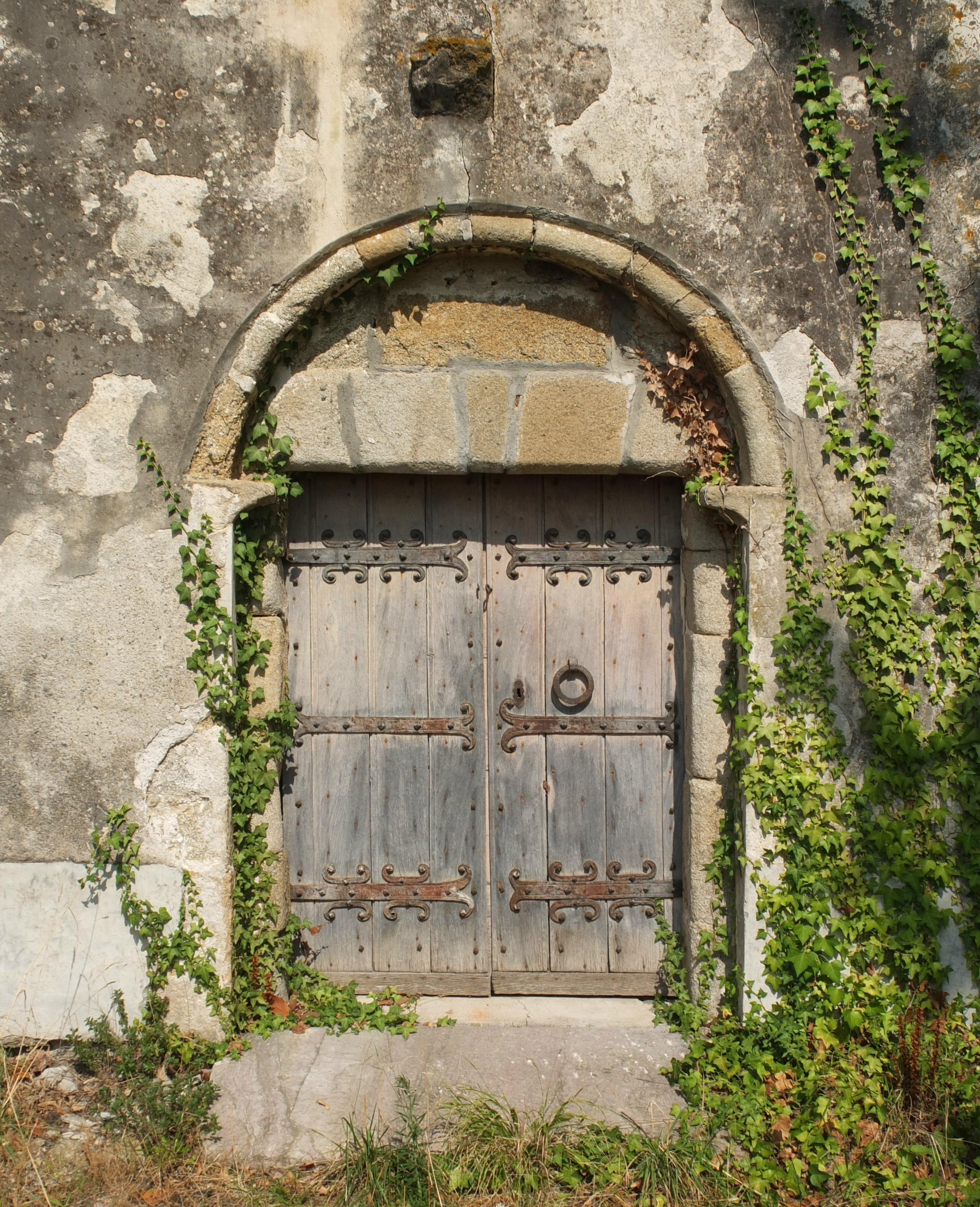
Portail.
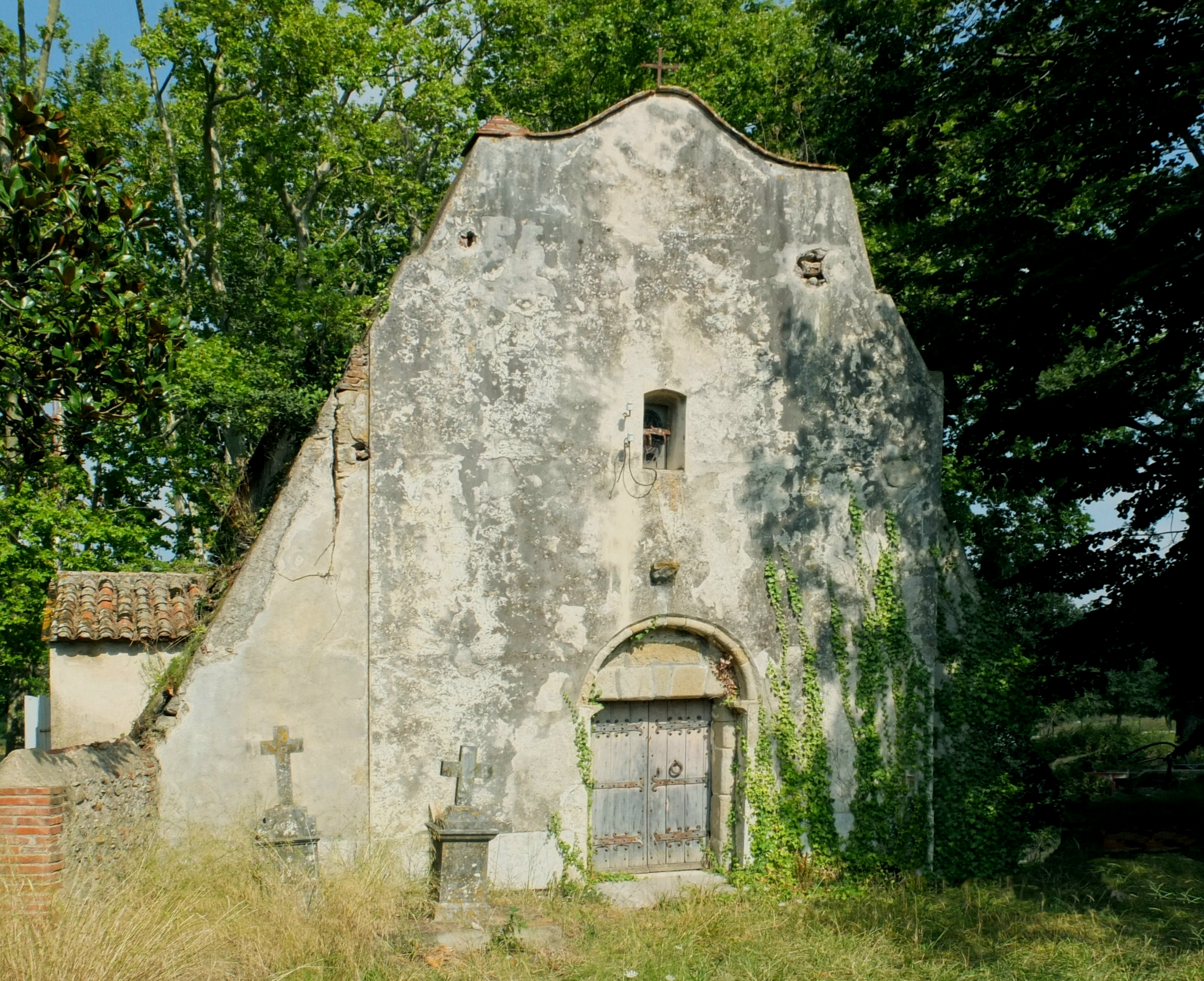
Vue de front.
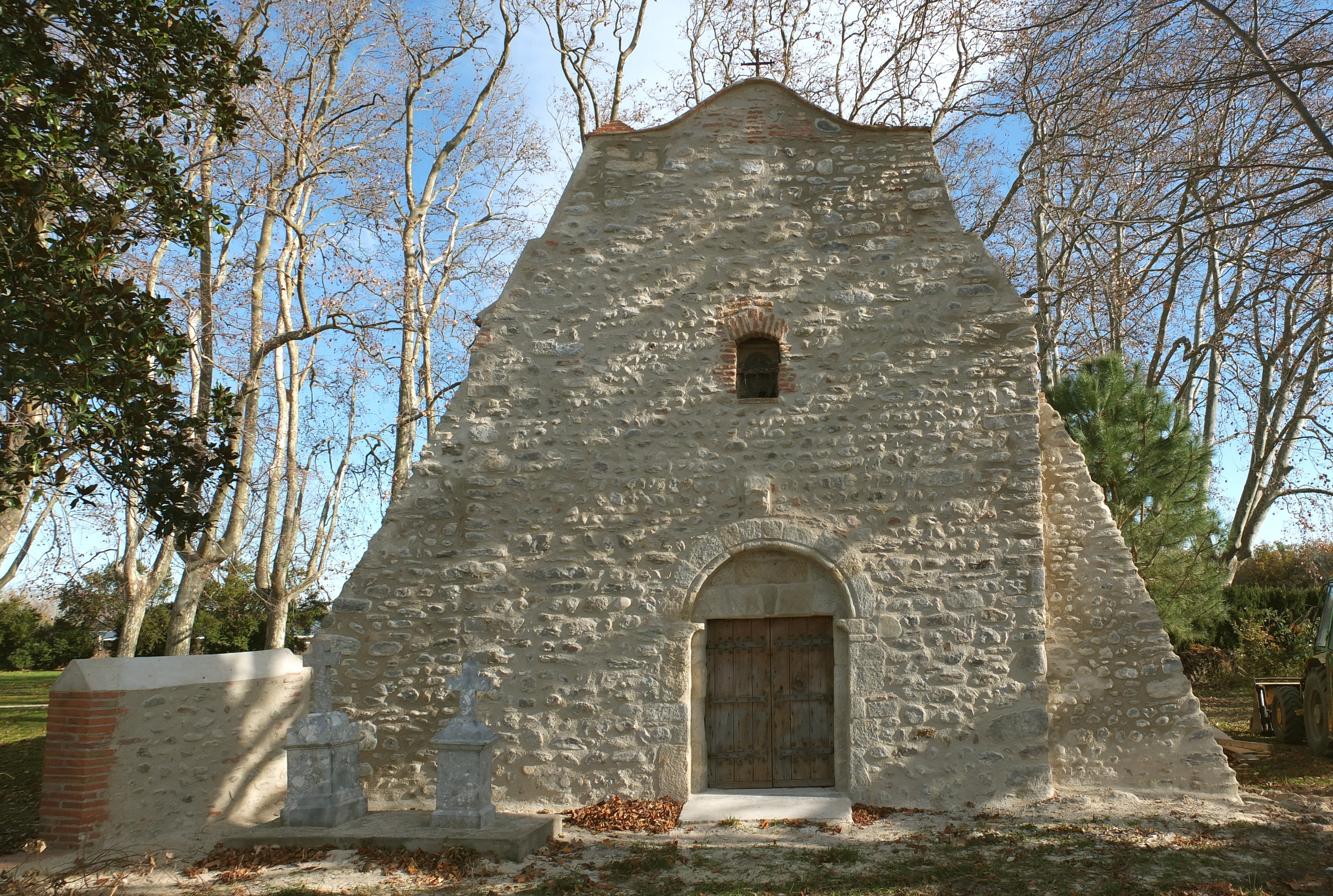
Après restauration, 2015.